# Parvilacerta
Parvilacerta is een geslacht van hagedissen uit de familie echte hagedissen (Lacertidae).

## Naam en indeling
De wetenschappelijke naam van de groep werd voor het eerst voorgesteld door David James Harris, Edwin Nicholas Arnold en Richard Thomas in 1998. De soorten behoorden lange tijd tot het geslacht Lacerta, waardoor de oude namen nog veel opduiken.

## Verspreiding en habitat
De Libanese berghagedis (Parvilacerta fraasii) is endemisch in Libanon, Parvilacerta parva komt voor in Turkije, Armenië en waarschijnlijk verder in noordwestelijk Iran. Beide soorten leven in bergachtige streken op een hoogte van 800 tot 2400 meter boven zeeniveau.

## Beschermingsstatus
Door de internationale natuurbeschermingsorganisatie IUCN is aan beide soorten een beschermingsstatus toegewezen. Parvilacerta parva wordt gezien als 'veilig' (Least Concern of LC) en de Libanese berghagedis staat te boek als 'bedreigd' (Endangered of EN).

## Soorten
Het geslacht omvat de volgende soorten, met de auteur en het verspreidingsgebied.
| Naam                                        | Auteur          | Verspreidingsgebied                |
| ------------------------------------------- | --------------- | ---------------------------------- |
| Libanese berghagedis (Parvilacerta fraasii) | Lehrs, 1910     | Libanon                            |
| Dwergzandhagedis (Parvilacerta parva)       | Boulenger, 1887 | Armenië, Turkije, mogelijk in Iran |